# Primærrute 38
Primærrute 38 er en hovedvej, der går fra Rønne tværs over Bornholm til Neksø.
Primærrute 38 starter i Rønne passerer gennem Nylars, nord om Aakirkeby, gennem Gedeby, og Bodilsker og slutter ved havnen i Neksø.
Rute 38 har en længde på ca. 31 km og er den eneste primærrute på Bornholm. 